# Folketingsvalet 2007
Folketingsvalet i Danmark 2007 var Danmarks 66:e val till Folketinget  och genomfördes den 13 november 2007. Valet utlystes den 24 oktober av den danska statsministern Anders Fogh Rasmussen . I valet ställde 808 kandidater upp för nio olika politiska partier samt 12 oberoende kandidater.
För närvarande finns 12 partier representerade i Folketinget, av vilka två vardera är valda på Grönland respektive på Färöarna. Två av ledamöeterna tillhör numera inget politiskt parti, utan sitter kvar som oberoende folkvalda.

## Partier som var registrerade för val

### Danmark
| Parti | Parti                        | Partibokstav    | Partiledare            | Röster    | Andel av rösterna | Mandat | Förändring jämfört med 2005 |  |
| ----- | ---------------------------- | --------------- | ---------------------- | --------- | ----------------- | ------ | --------------------------- |  |
|       | Socialdemokraterne           | A               | Helle Thorning-Schmidt | 881 869   | 25,5 %            | 45     | - 2                         |  |
|       | Det Radikale Venstre         | B               | Margrethe Vestager     | 177 269   | 5,1 %             | 9      | - 8                         |  |
|       | Det Konservative Folkeparti  | C               | Bendt Bendtsen         | 359 238   | 10,4 %            | 18     | 0                           |  |
|       | Socialistisk Folkeparti      | F               | Villy Søvndal          | 451 316   | 13 %              | 23     | + 12                        |  |
|       | Kristendemokraterne          | K               | Bodil Kornbek          | 30 110    | 0,9 %             | 0      | 0                           |  |
|       | Dansk Folkeparti             | O               | Pia Kjærsgaard         | 478 638   | 13,8 %            | 25     | + 1                         |  |
|       | Venstre                      | V               | Anders Fogh Rasmussen  | 908 882   | 26,3 %            | 46     | - 6                         |  |
|       | Ny Alliance                  | Y               | Naser Khader           | 96 856    | 2,8 %             | 5      | + 5                         |  |
|       | Enhedslisten – De Rød-Grønne | Ø               | Kollektiv ledning      | 74 671    | 2,2 %             | 4      | - 2                         |  |
|       | Enskilda kandidater          | -               |                        |           |                   |        |                             |  |
|       | Röstberättigade              | Röstberättigade | Röstberättigade        | 4.025.157 |                   |        |                             |  |
|       | Avgivna röster               | Avgivna röster  | Avgivna röster         | 3 459 392 |                   |        |                             |  |
|       | Valdeltagande                | Valdeltagande   | Valdeltagande          | 86,6 %    |                   |        |                             |  |

### Färöarna
|          | Parti                | Partibokstav    | Partiledare        | Röster | Andel av rösterna | Mandat | Förändring jämfört med 2005 |  |
| -------- | -------------------- | --------------- | ------------------ | ------ | ----------------- | ------ | --------------------------- |  |
| Färöarna | Fólkaflokkurin       | A               | Jørgen Niclasen    | 4 726  | 20,5 %            | 0      | -3,6 %                      |  |
| Färöarna | Sambandsflokkurin    | B               | Kaj Leo Johannesen | 5 413  | 23,5 %            | 1      | +2,1 %                      |  |
| Färöarna | Javnaðarflokkurin    | C               | Jóannes Eidesgaard | 4 702  | 20,4 %            | 0      | -1,8 %                      |  |
| Färöarna | Sjálvstýrisflokkurin | D               | Kári P. Højgaard   | 797    | 3,5 %             | 0      | +1,1 %                      |  |
| Färöarna | Tjóðveldi            | E               | Høgni Hoydal       | 5 949  | 25,4 %            | 1      |                             |  |
| Färöarna | Miðflokkurin         | H               | Álvur Kirke        | 1 577  | 6,8 %             | 0      | +3,5 %                      |  |
| Färöarna | Röstberättigade      | Röstberättigade | Röstberättigade    |        |                   |        |                             |  |
| Färöarna | Avgivna röster       | Avgivna röster  | Avgivna röster     |        |                   |        |                             |  |
| Färöarna | Valdeltagande        | Valdeltagande   | Valdeltagande      |        |                   |        |                             |  |

### Grönland
| Grönland | Siumut            | Hans Enoksen    | 6.658           |  | 1 |  |  |  |
| Grönland | Inuit Ataqatigiit | Josef Motzfeldt | 7.107           |  | 1 |  |  |  |
| Grönland | Atassut           | Finn Karlsen    | 3.436           |  | 0 |  |  |  |
| Grönland | Demokraatit       | Per Berthelsen  | 4.004           |  | 0 |  |  |  |
| Grönland | Röstberättigade   | Röstberättigade | Röstberättigade |  |   |  |  |  |
| Grönland | Avgivna röster    | Avgivna röster  | Avgivna röster  |  |   |  |  |  |
| Grönland | Valdeltagande     | Valdeltagande   | Valdeltagande   |  |   |  |  |  |

## Valresultat och regeringsbildning

### Mandatfördelning
Socialistisk Folkeparti blev valets stora vinnare och mer än fördubblade sina mandat (från 11 till 23). Dansk Folkeparti ökade med ett mandat till 25. Danmarks nya parti som ställde upp för första gången, Ny Alliance, fick 5 mandat. Den stora förloraren blev Det Radikale Venstre, som nästan halverade sina mandat (från 17 till 9). Det ena regeringspartiet Venstre förlorade 6 mandat och fick 46 mandat. Socialdemokraterne förlorade 2 mandat och fick 45 mandat, det sämsta resultatet sedan 1906. Enhedslisten förlorade 2 mandat men klarade precis spärren och fick 4 mandat. Det Konservative Folkeparti fick oförändrat 18 mandat. Kristendemokraterne kom inte in.
De två grönlandska mandaten gick till Siumut och Inuit Ataqatigiit. På Färöarna återvann Tjóðveldi det ena mandatet, medan Sambandsflokkurin vann det andra ifrån Fólkaflokkurin.

### Regeringsbildning
Sammanlagt fick regeringspartierna Venstre och Det Konservative Folkeparti tillsammans med stödpartiet Dansk Folkeparti 89 mandat. Därtill kom det färöiska Sambandspartiets Edmund Joensen, också att stödjer regeringen. Detta gav dem 90 mandat vilket var precis vad som behövdes för majoritet . En förhandlingsrunda med drottningen var därför inte nödvändig och Anders Fogh Rasmussen bjöd istället in Dansk Folkeparti och Ny Alliance till förhandlingar .
Danmarks grundlag tillåter i princip drottning Margrethe att utnämna vem hon önskar till statsminister, så länge Folketinget inte uttalar ett misstroende mot vederbörande. I praktiken blir som regel en av partiledarna utsedd. I detta val hamnade fokus på sittande statsministern Anders Fogh Rasmussen (Venstre) och oppositionens ledare Helle Thorning-Schmidt (Socialdemokraterne).

### Fotnoter
1. ↑  ”Danish Premier Calls Early Elections”. Associated Press. 24 oktober 2007. Arkiverad från originalet den 24 oktober 2007. http://archive.wikiwix.com/cache/20071024181842/http://ap.google.com/article/ALeqM5gXLYD68JKiOxIPVdB354Q9vzKSTw.
2. ↑  ”Fogh: Luften skal renses med valg” (på danska). Politiken. 24 oktober 2007. Arkiverad från originalet den 24 oktober 2007. https://web.archive.org/web/20071024193046/http://politiken.dk/politik/article403626.ece. Läst 24 oktober 2007.
3. ↑  Sydsvenskan
4. ↑  Samlet vælgertal ved folketingsvalget den 13. november 2007, Indenrigsministeriet Arkiverad 16 november 2007 hämtat från the Wayback Machine.
5. ↑  Færøerne sikrer Fogh nyt VKO-flertal Arkiverad 14 november 2007 hämtat från the Wayback Machine., Politiken, 14. november 2007
6. ↑  Fogh indkalder Khader og Kjærsgaard til forhandlinger Arkiverad 14 november 2007 hämtat från the Wayback Machine., Politiken, 14. november 2007.